# Veszprém Vármegyei Büntetés-végrehajtási Intézet
A Veszprém Vármegyei Büntetés-végrehajtási Intézet büntetés-végrehajtási szerv Veszprém vármegye székhelyén, Veszprémben. Költségvetési szerv, jogi személy.
Alaptevékenysége a külön kijelölés által meghatározott körben:
- a letartóztatással,
- a biztonsági és egyéb fontos okból elhelyezett elítéltek szabadságvesztésével, továbbá
- az elzárással

összefüggő büntetés-végrehajtási feladatok ellátása.
Felügyeleti szerve a Belügyminisztérium, szakfelügyeletet ellátó szerve a Büntetés-végrehajtás Országos Parancsnoksága.
Címe: 8200 Veszprém, Külső Kádártai út 12.

## Története
- A rendelkezésre álló források szerint a veszprémi várban 1653 előtt már létezett börtön, amely valószínűleg egyetlen cellából állt. Az 1753-as feljegyzés szerint a tömlöc már legalább három, fogva tartásra szolgáló helységgé bővült.
- A veszprémi vár „végvár jellege” 1702-ben megszűnt, egy 1753-as irat már „megyei börtönként” nevezi meg. Az objektumot 1810-ben földrengés rongálta meg.
- A régi vármegyei székház 1887-től a Királyi Törvényszék épületeként funkcionált. Ezt 1905-ben lebontották, és a hozzá tartozó telket kibővítve új törvényszéki épületet emeltek.
- A börtönben a fogvatartotti körletek – az intézet építészeti sajtosságai miatt – a várbéli bejárati szinttől mélységben tagozódva, egymás alatt helyezkednek el. Felettük, az úgynevezett „udvarszinten” voltak a személyzet szolgálati és szociális helységei. A fogvatartottak elhelyezésére 2, 4, 8, 12 személyes zárkák szolgáltak.
- Az Állampolgári Jogok Országgyűlési Biztosa által lefolytatott vizsgálat megállapította, hogy az objektumban mind a fogvatartottak, mind pedig a személyi állomány elhelyezési körülményei súlyosan aggályosak. Ezt követően tervek készültek az intézmény elköltöztetésére.
- A volt honvédségi ingatlanon épült új börtönépületbe 2003-ban költöztették át az elítélteket.

A fogvatartottak foglalkoztatása költségvetési keretek között zajlik.

## Külső hivatkozások
- Az intézet elérhetőségei